# 雪龍捲
雪龍捲是有雪的龍捲風。非常少見。全世界每年出現不足100次            
在陸地上出現的雪龍捲通常南北美洲出現。平均每3至4日一次。在加拿大出現的次數最多，每年30-40次。隨著全球暖化及強烈對流活躍，雪龍捲出現的次數逐漸減少。